# Mladá evropská lidová strana

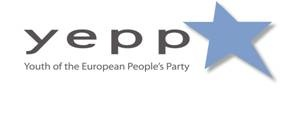
Logo Mladé evropské lidové strany

Mladá evropská lidová strana či Mládež Evropské lidové strany (angl. Youth of the European People's Party, YEPP) je zastřešující organizace středových a středopravicových mládežnických organizací z 35 zemí světa a je oficiálně vedena jako mládežnická organizace Evropské lidové strany. Jejím nejvýznamnějším členem je německá Junge Union (mládežnická organizace CDU/CSU), členem jsou dvě české mládežnické organizace a to Mladí lidovci a TOP tým.